# 가쓰라 다로
가쓰라 다로(일본어: 桂 太郎, 1848년 1월 4일 ~ 1913년 10월 10일)는 일본 제국의 군인이자 정치가이다. 제11, 13, 15대 내각총리대신을 지냈고, 대만협회학교를 창립하여 초대 교장을 지냈다. 다로는 통칭이며 본명은 기요즈미(淸澄)이다. 자작에서 공작까지 승작한 불세출의 인물이다.

## 생애
1848년 나가토국 아부군 하기정 태생 조슈 번사로서 오에노 히로모토와 가쓰라 모토즈미(桂元澄)의 후손이다. 1860년 번 정부의 서양식 훈련에 참가하였다. 1868년에는 도쿠가와 막부를 무너뜨리는 데에 활약하였고, 보신 전쟁에 참전하여 적정 정찰과 정찰 임무, 연락책 등의 후방 지원을 담당하여 메이지 유신의 출발에 기여하였다.
메이지 유신 이후, 1870년부터 1873년 사이에는 요코하마 어학학교를 거쳐 독일로 자비 유학, 국방 과학을 수학했으며, 1875년부터 1878년, 1884년부터 1885년에는 독일의 일본 대사관 주재 무관으로 복무했다. 귀국 후 야마가타 아리토모 아래에서 군제를 배워 1886년에는 육군 차관이 되었다.
청일전쟁(1894년~1895년)에서는 제3사단장이 되었고, 황해 동북 연안으로부터 해성까지 진격, 잉커우 시를 점령하는 성과를 거두었다. 1896년 6월 2일부터 1896년 10월에는 제2대 타이완 총독직을 맡았다. 이후 1898년 ~ 1901년에는 이토 히로부미 내각, 오쿠마 시게노부 내각, 야마가타 내각에서 육군대신을 역임했다.
1901년 6월 2일 총리로 취임하였고, 이후 사이온지 긴모치와 교대로 총리대신직을 수행하여 게이엔 시대(1905년 ~ 1912년)로 불린다. 1901년 6월 ~ 1906년, 1908년 7월 ~ 1911년 8월, 1912년 12월 ~ 1913년 2월에 총리직을 역임하여 총 2,886일 동안 총리직을 맡았다. 1905년 7월 29일에는 미국의 윌리엄 하워드 태프트와 가쓰라-태프트 밀약을 맺었다. 2차 내각에서는 한일 합방을 성사시켰다.
1913년, 가쓰라 3차 내각이 열렸다. 그러자 가쓰라를 비판하며 헌정 옹호 운동이 일어났고, 급기야 2월 10일에는 민중들이 의회를 둘러싸고 어용 신문사와 경찰을 습격했다. 결국 가쓰라는 퇴진했고, 내각은 붕괴했다. 이것은 일본 역사상 최초로 민중이 내각을 무너뜨린 예가 되었다.
그는 이로부터 몇 달 뒤인 1913년 10월, 도쿄에서 사망했다. 사후 공작위는 장손 고타로가 습작하였다.

## 평가
가쓰라는 경험이 많은 정치인이었지만 군비 확장과 대외 세력 확대에만 열중했다. 또한 야마가타 아리토모의 오른팔 노릇을 하면서 그 정적 이토 히로부미에게 접근하고, 한편으로는 사이온지 긴모치와도 신을 잡는 등 눈치 빠른 정치인으로, 현대 일본 자민당의 눈치 정치·파벌 정치의 원형이 되었으며, 조선 식민화를 주도한 등의 대외정책은 일본에 큰 화근을 남겼다.

## 같이 보기
- 제1차 가쓰라 내각
- 제2차 가쓰라 내각
- 제3차 가쓰라 내각
- 가쓰라 태프트 밀약
- 다쿠쇼쿠 대학

## 참고 자료
- Lone, Stewart (2000년). 《Army, Empire, and Politics in Meiji Japan: The Three Careers of General Katsura Taro》. Palgrave Macmillan. ISBN 0-312-23289-6.
- 우지 도시히코, 가나자시 마사오, 기타무라 기미히코, 도미타 노부오, 고니시 도쿠오 (2001년). 《일본 총리 열전》. 다락원. ISBN 8972557765.